# Dinamika
Dinamika je veja mehanike, ki obravnava gibanje teles. Dinamika se deli na kinematiko in kinetiko.
Področja:
- dinamika togega telesa
- dinamika deformabilnega telesa
- dinamika fluidov
  - hidrodinamika
  - dinamika plinov